# Elżbieta Dmochowska
Elżbieta Dmochowska – polska aktorka teatralna i filmowa.

## Życiorys
Była jedynym dzieckiem Aleksandry i Mariusza Dmochowskich, urodziła się niedługo po zawarciu przez nich związku małżeńskiego. Absolwentka Wydziału Aktorskiego Państwowej Wyższej Szkoły Teatralnej im. Aleksandra Zelwerowicza w Warszawie (1970). Podczas studiów związana była z Karolem Strasburgerem, którego poznała jako studenta Politechniki Warszawskiej; to pod jej wpływem Strasburger miał rozpocząć studia aktorskie.
Po ukończeniu PWST występowała w warszawskich teatrach: Rozmaitości (1972–1973) oraz Komedia (1974–1976). W latach 1970–1977 wystąpiła również w dziesięciu spektaklach Teatru Telewizji. Pod koniec lat 70. XX wieku porzuciła aktorstwo, a w latach 80. wyszła za pianistę Janusza Olejniczaka. Z tego związku urodził się syn Jan, a następnie małżeństwo się rozpadło.
W latach 90. XX wieku pełniła funkcję asystenta oraz współpracownika reżysera w spektaklach Teatru Telewizji oraz w filmach.

## Dorobek artystyczny
Na podstawie

### Obsada aktorska
- Pejzaż z bohaterem (1970) – Mirka, uczennica Wilczewskiego w miasteczku
- Demon (1971) – Anioł – spektakl telewizyjny
- Nie za górą, nie za rzeką (1972) – spektakl telewizyjny
- Chcę wyjść za mąż (1972) – Dobrykot – spektakl telewizyjny
- Cezar i Kleopatra (1972) – Szarmiana – spektakl telewizyjny
- Akcja V (1973) – gość Fundelowa – spektakl telewizyjny
- Ondyna (1974) – Królowa Izolda – spektakl telewizyjny
- Śmierć w samochodzie (1974) – Lena Wirska – spektakl telewizyjny
- Dyrektorzy (1975) – odc. 5
- Dźwig (1976) – dziennikarka radiowa Hanna Tal
- 07 zgłoś się (1976) – Wolniakowa (odc. 3)
- Czwartek (1977) – spektakl telewizyjny
- Przed burzą (1977) – spektakl telewizyjny
- Prom do Szwecji (1979) – Jolanta Madeja, była dziewczyna Zadry

### Współpraca reżyserska
- Ulica Krokodyli (1992) – asystent reżysera
- Balladyna (1993) – asystent reżysera
- Les Milles (1995) – asystent reżysera
- Don Kichot (1995) – współpraca reżyserska